# Amiot-Inseln
Die Amiot-Inseln (französisch Îles Amiot, englisch Amiot Islands, in Argentinien Arrecifes Amiot, in Chile Islas Amiot) umfassen zwei Gruppen von Inseln und Rifffelsen, die Ward-Inseln und das Cumbers-Riff, vor der Westküste des westantarktischen Grahamlands. Sie liegen 14,5 km westlich des Kap Adriasola auf der Adelaide-Insel.
Teilnehmer der Fünften Französischen Antarktisexpedition (1908–1910) unter der Leitung Jean-Baptiste Charcots entdeckten sie. Charcot benannte sie A. Amiot († 1910), Ingenieur und Direktor des französischen L’Enterprise Montevideo, das Charcots Forschungsschiff Pourquoi-Pas? instand setzte. 1963 nahm die hydrographische Vermessungseinheit der Royal Navy eine exakte Positionsbestimmung vor.